# Bertolt-Brecht-Schule Nürnberg
Die Bertolt-Brecht-Schule Nürnberg (kurz: BBS) ist eine städtische Schule in Nürnberg-Langwasser. Sie wurde nach dem deutschen Dramatiker und Lyriker Bertolt Brecht benannt.
Die Bertolt-Brecht-Schule ist eine offene Ganztagsschule. Seit 2012 ist sie Eliteschule des Sports und seit 2008 als Eliteschule des Fußballs insbesondere auch mit dem 1. FC Nürnberg verbunden, sowie UNESCO-Projektschule. Die auswärtigen Sportler sind im Haus der Athleten untergebracht.

## Geschichte
Unter dem Motto „Die Schule der Zukunft für Langwasser“ entstanden 1970 die Pläne für die Gesamtschule Nürnberg-Langwasser (GNL). Baubeginn war 1976 auf dem ehemaligen Märzfeld, ein Jahr später begann der Schulbetrieb. Die Sonderstellung der Schule zeigte sich schon bei ihrer Gründung in dem Versuch, durch die räumliche Nähe unterschiedlicher Schularten das Schulsystem durchlässiger zu machen.
Die ursprünglichen architektonischen Konzepte für die Schule sahen ein Gebäude mit Klassenzimmern ohne Fenster vor; dies sollte für die Konzentration der Schüler auf den Lernstoff förderlich sein. Im Zuge der Planungen wurde wieder Abstand von dieser Idee genommen. Die außen liegenden Räume enthalten durchgängige Fensterfronten, die innenliegenden Räume im Obergeschoss Oberlichter. Einige Unterrichtsräume im Keller sind gemäß ursprünglicher Planung fensterlos.
Anfang/Mitte der 1980er Jahre erfolgte die Umbenennung nach Bertolt Brecht. Ein Jahr bevor 1994 der Schulversuch Integrierte Gesamtschule beendet wurde, wurde entschieden, die Einrichtung als offene Ganztagsschule weiterzuführen.
Seit 1997 ist die Bertolt-Brecht-Schule UNESCO-Projektschule mit kulturellen, sozialen und umweltpädagogischen Projekten, seit 1998 ist sie eine Partnerschule des Leistungssports; 2008 wurde dieses Prädikat zur Eliteschule des Fußballs und 2012 zur Eliteschule des Sports erweitert. Seit 2006 ist die BBS dank der Zusammenarbeit ihres Schulradios RadioBBS mit dem Bayerischen Rundfunk Partnerschule des Bayerischen Rundfunks.

## Profil und Angebote
Als Eliteschule des Sports kommt ihr eine überregionale Bedeutung zu; ihr Einzugsgebiet erstreckt sich heute schon über ganz Nordbayern und reicht bis Bayreuth, Bamberg, Neumarkt und Weißenburg in Bayern. Derzeit gibt es 19 Leistungssportklassen aller drei Schularten mit zusammen etwa 350 Schülern.
Als offene Ganztagsschule mit zahlreichen zusätzlichen Angeboten der Förderung und Betreuung bietet die Bertolt-Brecht-Schule Angebote, die kostenlos gebucht werden können, aber nicht verpflichtend sind. Auch dieser Bereich wird schulartübergreifend angeboten.
Insgesamt unterrichten an der Schule über 120 Lehrerinnen und Lehrer. Dazu kommen ein Sozialpädagoge, eine Bibliothekarin und ein Schulpsychologe.

## Neigungskurse
Die Bertolt-Brecht-Schule bietet viele freiwillige Neigungskurse an. Unter anderem folgende:
- RadioBBS
- Kultur und Technik
- Schulsanitätsdienst
- Chor
- Segeln (in Zusammenarbeit mit dem Yacht-Club Nürnberg)
- Theater
- Computerkurs

Die aufgezählten Angebote werden für alle Schüler der BBS schulartübergreifend angeboten.

## Bekannte Schüler
- Haşim Çelik (* 1990), Taekwondoin
- İlkay Gündoğan (* 1990), Fußballspieler
- Niklas Treutle (* 1991), Eishockeytorwart
- Antonia Katheder (* 1993), Taekwondoin
- Vanessa Fudalla (* 2001), Fußballspielerin